# CA Hermann Aichinger
Der Clube Atlético Hermann Aichinger – in der Regel nur kurz Hermann Aichinger, aber auch Atlético de Ibirama genannt – ist ein Fußballverein aus der 17.000 Einwohner zählenden Stadt Ibirama im brasilianischen Bundesstaat Santa Catarina, der von der deutschen Einwanderung signifikant mitgeprägt wurde.
Atlético Hermann Aichinger spielt seit 2005 in der höchsten Liga des Staates und nimmt damit an der Staatsmeisterschaft von Santa Catarina teil.

## Geschichte
Der Verein wurde am 20. September 1951 in der Bar von Geraldo Stoll als Nachfolgeverein der im Juli 1944 gegründeten Sociedade Desportiva Industrial ins Leben gerufen. Der Verein nannte sich damals Clube Atlético de Ibirama.
Hermann Aichinger stiftete dem Verein 1955 das Sportgelände, woraufhin der Verein sich nach ihm umbenannte. Im selben Jahr begann der Verein mit dem Bau des Stadions und nahm den Spielbetrieb in der Bezirksliga von Blumenau auf.
Nachdem der Verein 1992 durch einen 4:1-Erfolg im Finale gegen Pérola die Amateur-Staatsmeisterschaft von Santa Catarina, das Campeonato Catarinense de Futebol Amador, gewann, qualifizierte sich der Verein für die Division 2 der Staatsliga. Daraufhin nahm der Atlético 1993 erstmals den professionellen Spielbetrieb auf. Bereits im ersten Jahr wurde die Mannschaft Zweitligameister und stieg damit in die erste Staatsliga auf.
Der Verein nahm 1994, 1995 und 2003 sowie von 2005 bis heute an der ersten Liga der Staatsmeisterschaft von Santa Catarina, dem sogenannten Campeonato Catarinense, teil. Zwischenzeitlich, gegen Ende der 1990er Jahre, sackte der Club dabei aber wieder in den Amateurbereich ab.
Größter Erfolg waren die Vizemeisterschaften von 2004 und 2005, die auch zur Teilnahme an der Série C, der dritthöchsten nationalen Spielklasse von Brasilien, berechtigten. 2004 wurde Hermann Aichinger dabei in einem im Ligamodus ausgetragenen Turnier Zweiter hinter Figueirense FC. Im Jahr darauf konnte der Verein das Finalhinspiel bei Criciúma EC mit 1:1 unentschieden gestalten, verlor aber das Rückspiel vor der Rekordkulisse von 6.022 Zuschauern auf eigenem Platz mit 0:1. Paty von Atlético wurde dabei mit neun Toren Rekordtorschütze der Staatsmeisterschaft jenes Jahres.
Neben der Teilnahme am Spielbetrieb der Série C verschafften die beiden Vizemeisterschaften auch Zugang zum nationalen Pokalwettbewerb, der Copa do Brasil. 2005 schied Atlético dabei bereits in der ersten Runde gegen Ituano FC aus dem Bundesstaat São Paulo aus. Nach einem 0:0 zu Hause wurde der Verein wegen der Teilnahme des nicht-spielberechtigten Spielers Fabiano vom weiteren Wettbewerb ausgeschlossen. Im Jahr darauf verlor Hermann Aichinger das Heimspiel gegen Atlético Mineiro mit 0:3. Auf die Austragung des Rückspiels in Belo Horizonte wurde verzichtet.

## Stadion
Der Verein trägt seine Heimspiele im vereinseigenen Estádio Hermann Aichinger, das üblicherweise Estádio da Baixada (Stadion am Hang) genannt wird aus. Die Stadionanlage wurde 1955 erbaut. 1994 erfolgte die Eröffnung der überdachten Tribüne, die 2.000 Personen fasst.
Das Stadion hat eine Kapazität von 5.000 Zuschauern. Der Zuschauerrekord datiert vom 17. April 2005, als Hermann Aichinger im Rückspiel um die Staatsmeisterschaft das entscheidende Spiel gegen Criciúma EC vor 6.022 Zuschauern mit 0:1 verlor.

## Erfolge
- Staatsmeisterschaft von Santa Catarina: Vizemeister 2004, 2005
- Amateur-Staatsmeisterschaft von Santa Catarina: 1992

## Bekannte Spieler
- Leandro Damião (?–2007) Jugend, (2007–2009) Spieler,
- Lutz Pfannenstiel (2008)